# نامن (داورزن)
نامن روستایی در دهستان باشتین بخش باشتین شهرستان داورزن استان خراسان رضوی ایران است.

## افراد مشهور
- محمدباقر سبزواری معروف به محقق سبزواری: مؤلف کفایه در علم فقه، از علماء و فقهای شیعه در قرن یازدهم هجری ، شیخ‌الاسلام و امام جمعه اصفهان [۱]

## جمعیت
بر پایه سرشماری عمومی نفوس و مسکن در سال ۱۳۹۵ جمعیت این مکان ۱٬۱۷۵ نفر (۴۴۶خانوار) بوده‌است.